# Lista siturilor arheologice din județul Vâlcea - I
Lista siturilor arheologice din județul Vâlcea - I conține toate siturile arheologice din județul Vâlcea înscrise în Repertoriul Arheologic Național (RAN) și aflate în localități al căror nume începe cu litera I. RAN este administrat de Ministerul Culturii și Patrimoniului Național și cuprinde date științifice, cartografice, topografice, imagini și planuri, precum și orice alte informații privitoare la zonele cu potențial arheologic, studiate sau nu, încă existente sau dispărute.
Puteți căuta un sit din localitățile care încep cu litera I folosind formularul de mai jos sau puteți naviga prin toate siturile din județ la Lista siturilor arheologice din județul Vâlcea.
| Cod RAN      | Denumire | Localitate                  | Adresă | Datare        | Descoperit | Coordonate | Imagine           | Erori            |
| ------------ | --- | --------------------------- | ------ | ------------- | ---------- | ---------- | ----------------- | ---------------- |
| 170523.01.01 | Situl arheologic din epoca romană de la Ionești / ansamblu anonim (Categorie: locuire) (Tip: Așezare)                    | sat Ionești, comuna Ionești |        | sec. II - III |            |            | Încărcați imagine | Raportați eroare |
| 170523.01.02 | Situl arheologic din epoca romană de la Ionești / ansamblu Castrul roman "Pons Aluti" (Categorie: locuire) (Tip: Castru) | sat Ionești, comuna Ionești |        | sec. II - III |            |            | Încărcați imagine | Raportați eroare |